# Elecciones locales de Corea del Sur de 2018
Las elecciones locales de Corea del Sur de 2018 también conocida como 7ma elección local nacional simultánea (en coreano: 제7회 전국동시지방선거) se llevaron a cabo el 13 de junio de ese año. Los resultados de las elecciones fue una victoria para el Partido Democrático de Corea, el partido gobernante, que antes de las elecciones se llevaron a cabo dos cumbres exitosas la primera la cumbre intercoreana de abril y la Cumbre de Singapur el 12 de junio.

## Antecedentes
Las elecciones locales es el primer proceso electoral de evaluación del gobierno de presidente Moon Jae-in elegido en las elecciones presidenciales de 2017. Las elecciones se llevaron a cabo luego dos cumbres exitosas la primera fue cumbre intercoreana de abril y la segunda la Cumbre de Singapur el 12 de junio.

## Sistema electoral
Corea del Sur se subdivide en 8 provincias, 1 ciudad autónoma especial, 1 provincia autónoma especial y 7 ciudades metropolitanas; Cada una elige un gobernador o alcalde metropolitano.

## Partidos políticos
| Partidos | Partidos                                      | Ideología               | Líder                         | Alc y Gob metr (2014) |
| -------- | --------------------------------------------- | ----------------------- | ----------------------------- | --------------------- |
|          | Partido Demócrata 더불어민주당                | Liberal                 | Choo Mi-ae                    | 9 (NPAD)              |
|          | Partido Libertad 자유한국당                   | Conservador             | Hong Jun-pyo                  | 8 (Saenuri)           |
|          | Partido Bareunmirae 바른미래당                | Liberalismo conservador | Yoo Seung-min                 | Nuevo                 |
|          | Partido por la Democracia y la Paz 민주평화당 | Liberalismo conservador | Cho Bae-sook                  | Nuevo                 |
|          | Partido de la Justicia 정의당                 | Progresismo             | Lee Jeong-mi                  | 0                     |
|          | Partido Democrático 민중당                    | Progresismo             | Kim Jong-hoon y Kim Chang-han | 0 (PPU)               |

## Resultados regionales

### Resumen de resultados

Alcaldes y gobernadores metropolitanos electos por partido político
Demócrata
Libertad
Independiente

| Ciudad metropolitana / Provincia | Candidato electo | Candidato electo | Partido           |
| -------------------------------- | ---------------- | ---------------- | ----------------- |
| Seúl                             |                  | Park Won-soon    | Partido Demócrata |
| Incheon                          |                  | Park Nam-chun    | Partido Demócrata |
| Gyeonggi                         |                  | Lee Jae-myung    | Partido Demócrata |
| Gangwon                          |                  | Choi Moon-soon   | Partido Demócrata |
| Daejeon                          |                  | Heo Tae-jeong    | Partido Demócrata |
| Chungcheong del Norte            |                  | Lee Si-jong      | Partido Demócrata |
| Chungcheong del Sur              |                  | Yang Seung-jo    | Partido Demócrata |
| Sejong                           |                  | Lee Choon-hee    | Partido Demócrata |
| Gwangju                          |                  | Lee Yong-seop    | Partido Demócrata |
| Jeolla del Norte                 |                  | Kim Yung-rok     | Partido Demócrata |
| Jeolla del Sur                   |                  | Kim Yung-rok     | Partido Demócrata |
| Busan                            |                  | Oh Keo-don       | Partido Demócrata |
| Ulsan                            |                  | Song Cheol-ho    | Partido Demócrata |
| Daegu                            |                  | Kwon Young-jin   | Partido Libertad  |
| Gyeongsang del Norte             |                  | Lee Cheol-woo    | Partido Libertad  |
| Gyeongsang del Sur               |                  | Kim Kyoung-soo   | Partido Demócrata |
| Jeju                             |                  | Won Hee-ryong    | Independiente     |

### Consejos Regionales

Distribución de la primera fuerza política de los consejos metropolitanos y provinciales
Demócrata
Libertad

| Ciudad metropolitana / Provincia | Escaños obtenidos en los consejos regionales | Escaños obtenidos en los consejos regionales | Escaños obtenidos en los consejos regionales | Escaños obtenidos en los consejos regionales | Escaños obtenidos en los consejos regionales | Escaños obtenidos en los consejos regionales | Escaños obtenidos en los consejos regionales |
| Ciudad metropolitana / Provincia | Demócrata                                    | Libertad                                     | Justicia                                     | Bareunmirae                                  | Democracia y la Paz                          | Independiente                                | Total                                        |
| -------------------------------- | -------------------------------------------- | -------------------------------------------- | -------------------------------------------- | -------------------------------------------- | -------------------------------------------- | -------------------------------------------- | -------------------------------------------- |
| Ciudad metropolitana / Provincia |                                              |                                              |                                              |                                              |                                              |                                              | Total                                        |
| Seúl                             | 102                                          | 6                                            | 1                                            | 1                                            | –                                            | –                                            | 110                                          |
| Incheon                          | 34                                           | 2                                            | 1                                            | –                                            | –                                            | –                                            | 37                                           |
| Gyeonggi                         | 135                                          | 4                                            | 2                                            | 1                                            | –                                            | –                                            | 142                                          |
| Gangwon                          | 35                                           | 11                                           | –                                            | –                                            | –                                            | –                                            | 46                                           |
| Daejeon                          | 21                                           | 1                                            | –                                            | –                                            | –                                            | –                                            | 22                                           |
| Chungcheong del Norte            | 28                                           | 4                                            | –                                            | –                                            | –                                            | –                                            | 32                                           |
| Chungcheong del Sur              | 33                                           | 8                                            | 1                                            | –                                            | –                                            | –                                            | 42                                           |
| Sejong                           | 17                                           | 1                                            | –                                            | –                                            | –                                            | –                                            | 18                                           |
| Gwangju                          | 22                                           | –                                            | 1                                            | –                                            | –                                            | –                                            | 23                                           |
| Jeolla del Norte                 | 36                                           | –                                            | 1                                            | –                                            | 1                                            | 1                                            | 39                                           |
| Jeolla del Sur                   | 54                                           | –                                            | 2                                            | –                                            | 2                                            | –                                            | 58                                           |
| Busan                            | 41                                           | 6                                            | –                                            | –                                            | –                                            | –                                            | 47                                           |
| Ulsan                            | 17                                           | 5                                            | –                                            | –                                            | –                                            | –                                            | 22                                           |
| Daegu                            | 5                                            | 25                                           | –                                            | –                                            | –                                            | –                                            | 30                                           |
| Gyeongsang del Norte             | 9                                            | 41                                           | –                                            | 1                                            | –                                            | 9                                            | 60                                           |
| Gyeongsang del Sur               | 34                                           | 21                                           | 1                                            | –                                            | –                                            | 2                                            | 58                                           |
| Jeju                             | 29                                           | 2                                            | 1                                            | 2                                            | –                                            | 4                                            | 38                                           |
| Total                            | 652                                          | 137                                          | 11                                           | 5                                            | 3                                            | 16                                           | 824                                          |

### Seúl
Candidatos a la alcaldía de Seúl
- Park Won-soon, Partido Demócrata
- Kim Moon-soo, Partido Libertad
- Ahn Cheol-soo, Partido Bareunmirae
- Sin Jie-ye, Partido Verde
- Kim Jong-min, Partido de la Justicia
- Kim Jin-sook, Partido Minjung
- Woo In-cheol, Nuestro Futuro
- Ihn Ji-yeon, Partido de los Patriotas
- Choi Tae-hyeon, Chinbak Yeondae

### Busan
Candidatos a la alcaldía de Busan
- Oh Keo-don, Partido Demócrata
- Yoo Jung-bok, Partido Libertad
- Lee Sung-guen, Partido Bareunmirae
- Park Joo-mi, Partido de la Justicia
- Lee Jong-hyuk, Independiente

### Daegu
Candidatos a la alcaldía de Daegu
- Kwon Young-jin, Partido Libertad
- Im Dae-yun, Partido Demócrata
- Kim hyung-gi, Partido Bareunmirae

### Incheon
Candidatos a la alcaldía de Incheon
- Park Nam-chun, Partido Demócrata
- Yoo Jung-bok, Partido Libertad
- Moon Byung-ho, Partido Bareunmirae
- Kim Eung-ho, Partido de la Justicia

### Gwangju
Candidatos a la alcaldía de Gwangju
- Lee Yong-seop, Partido Demócrata
- Na Gyung-che, Partido de la Justicia
- Jeon Duk-young, Partido Bareunmirae
- Yoon Min-ho, Partido Democrático

### Daejeon
Candidatos a la alcaldía de Daejeon
- Heo Tae-jeong, Partido Demócrata
- Park Sung-hyo, Partido Libertad
- Nam Choung-hee, Partido Bareunmirae
- Kim Yoon-gi, Partido de la Justicia

### Ulsan
Candidatos a la alcaldía de Ulsan
- Song Cheol-ho, Partido Demócrata
- Kim Gi-hyeon, Partido Libertad
- Lee Young-hee, Partido Bareunmirae
- Kim Chang-hyun, Partido Democrático

### Sejong
Candidatos a la alcaldía de Sejong
- Lee Choon-hee, Partido Demócrata
- Song Ae-yong, Partido Libertad
- Hu Chul-hue, Partido Bareunmirae

### Gyeonggi
Candidatos a la gobernación de Gyeonggi
- Lee Jae-myung, Partido Demócrata
- Nam Kyung-pil, Partido Libertad
- Kim Yung-hwan, Partido Bareunmirae
- Lee Hong-ue, Partido de la Justicia
- Hong Seong-gyu, Partido Democrático

### Gangwon
Candidatos a la gobernación de Gangwon
- Choi Moon-soon, Partido Demócrata
- Yoo Jung-bok, Partido Libertad

### Chungcheong del Norte
Candidatos a la gobernación de Chungcheong del Norte
- Lee Si-jong, Partido Demócrata
- Park Kyung-guk, Partido Libertad
- Shin Yong-han, Partido Bareunmirae

### Chungcheong del Sur
Candidatos a la gobernación de Chungcheong del Sur
- Yang Seung-jo, Partido Demócrata
- Lee In-je, Partido Libertad
- Cha Guk-hwan, Vamos Corea

### Jeolla del Norte
Candidatos a la gobernación de Jeolla del Sur
- Song Ha-jin, Partido Demócrata
- Im Jung-yeop, Democracia y la Paz
- Kwon Tae-hong, Partido de la Justicia
- Shin Jae-bong, Partido Libertad
- Lee Kwang-seok, Partido Democrático

### Jeolla del Sur
Candidatos a la gobernación de Jeolla del Sur
- Kim Yung-rok, Partido Demócrata
- Min Young-sam, Democracia y la Paz
- Park Mae-ho, Partido Bareunmirae
- Noh Hyung-tae, Partido de la Justicia
- Lee Sung-soo, Partido Democrático

### Gyeongsang del Norte
Candidatos a la gobernación de Gyeongsang del Norte
- Lee Cheol-woo, Partido Libertad
- Oh Joong-gi, Partido Demócrata
- Kwon Oe-eul, Partido Bareunmirae
- Park Chang-ho, Partido de la Justicia
- Yoo Jae-hi, Partido Democrático

### Gyeongsang del Sur
Candidatos a la gobernación de Chungcheong del Norte
- Kim Kyoung-soo, Partido Demócrata
- Kim Tae-ho, Partido Libertad
- Kim Yoo-geun, Partido Bareunmirae

### Jeju
Candidatos a la gobernación de Gyeongsang del Norte
- Won Hee-ryong, Independiente
- Moon Dae-rim, Partido Demócrata
- Kim Bang-hoon, Partido Libertad
- Jang Seong-cheol, Partido Bareunmirae
- Park Chang-ho, Partido de la Justicia
- Ko Eun-young, Partido Verde

## Resultados municipales

### Alcaldes municipales

Alcaldes municipales electos por partido político:
Demócrata
Libertad
Democracia y la Paz
Independiente

| Ciudad metropolitana / Provincia | Alcaldes municipales obtenidos | Alcaldes municipales obtenidos | Alcaldes municipales obtenidos | Alcaldes municipales obtenidos | Alcaldes municipales obtenidos |
| Ciudad metropolitana / Provincia | Demócrata                      | Libertad                       | Democracia y la Paz            | Independiente                  | Total                          |
| -------------------------------- | ------------------------------ | ------------------------------ | ------------------------------ | ------------------------------ | ------------------------------ |
| Ciudad metropolitana / Provincia |                                |                                |                                |                                | Total                          |
| Seúl                             | 24                             | 1                              | –                              | –                              | 25                             |
| Incheon                          | 9                              | 1                              | –                              | –                              | 10                             |
| Gyeonggi                         | 29                             | 2                              | –                              | –                              | 31                             |
| Gangwon                          | 11                             | 5                              | –                              | 2                              | 18                             |
| Daejeon                          | 5                              | –                              | –                              | –                              | 5                              |
| Chungcheong del Norte            | 7                              | 4                              | –                              | –                              | 11                             |
| Chungcheong del Sur              | 11                             | 4                              | –                              | –                              | 15                             |
| Gwangju                          | 5                              | –                              | –                              | –                              | 5                              |
| Jeolla del Norte                 | 10                             | –                              | 2                              | 2                              | 14                             |
| Jeolla del Sur                   | 14                             | –                              | 3                              | 5                              | 22                             |
| Busan                            | 13                             | 2                              | –                              | 1                              | 16                             |
| Ulsan                            | 5                              | –                              | –                              | –                              | 5                              |
| Daegu                            | –                              | 7                              | –                              | 1                              | 8                              |
| Gyeongsang del Norte             | 1                              | 17                             | –                              | 5                              | 23                             |
| Gyeongsang del Sur               | 7                              | 10                             | –                              | 1                              | 18                             |
| Total                            | 151                            | 53                             | 5                              | 17                             | 226                            |

### Consejos municipales

Distribución del partido mayoritario de los consejos municipales::
Mayoría Demócrata
Mayoría Libertaria
Mayoría Independiente
No hay mayoría

| Ciudad metropolitana / Provincia | Escaños obtenidos en los consejos municipales | Escaños obtenidos en los consejos municipales | Escaños obtenidos en los consejos municipales | Escaños obtenidos en los consejos municipales | Escaños obtenidos en los consejos municipales | Escaños obtenidos en los consejos municipales | Escaños obtenidos en los consejos municipales | Escaños obtenidos en los consejos municipales |
| Ciudad metropolitana / Provincia | Demócrata                                     | Libertad                                      | Democracia y la Paz                           | Justicia                                      | Bareunmirae                                   | Democrático                                   | Independiente                                 | Total                                         |
| -------------------------------- | --------------------------------------------- | --------------------------------------------- | --------------------------------------------- | --------------------------------------------- | --------------------------------------------- | --------------------------------------------- | --------------------------------------------- | --------------------------------------------- |
| Ciudad metropolitana / Provincia |                                               |                                               |                                               |                                               |                                               |                                               |                                               | Total                                         |
| Seúl                             | 249                                           | 157                                           | –                                             | 5                                             | 9                                             | –                                             | 3                                             | 423                                           |
| Incheon                          | 71                                            | 46                                            | –                                             | –                                             | –                                             | –                                             | 1                                             | 118                                           |
| Gyeonggi                         | 290                                           | 144                                           | –                                             | 5                                             | 4                                             | 2                                             | 2                                             | 446                                           |
| Gangwon                          | 93                                            | 63                                            | –                                             | –                                             | 1                                             | –                                             | 12                                            | 169                                           |
| Daejeon                          | 38                                            | 25                                            | –                                             | –                                             | –                                             | –                                             | –                                             | 63                                            |
| Chungcheong del Norte            | 86                                            | 43                                            | –                                             | 1                                             | –                                             | –                                             | 2                                             | 132                                           |
| Chungcheong del Sur              | 98                                            | 66                                            | –                                             | –                                             | 1                                             | –                                             | 6                                             | 171                                           |
| Gwangju                          | 55                                            | –                                             | 9                                             | 1                                             | –                                             | 3                                             | –                                             | 68                                            |
| Jeolla del Norte                 | 147                                           | –                                             | 14                                            | 6                                             | 2                                             | –                                             | 28                                            | 197                                           |
| Jeolla del Sur                   | 178                                           | –                                             | 26                                            | 3                                             | –                                             | 4                                             | 32                                            | 243                                           |
| Busan                            | 103                                           | 78                                            | –                                             | –                                             | –                                             | –                                             | 1                                             | 182                                           |
| Ulsan                            | 27                                            | 21                                            | –                                             | –                                             | –                                             | 1                                             | 1                                             | 50                                            |
| Daegu                            | 50                                            | 62                                            | –                                             | 1                                             | 2                                             | –                                             | 1                                             | 116                                           |
| Gyeongsang del Norte             | 50                                            | 171                                           | –                                             | 1                                             | –                                             | 2                                             | 60                                            | 284                                           |
| Gyeongsang del Sur               | 104                                           | 133                                           | –                                             | 3                                             | –                                             | 1                                             | 23                                            | 264                                           |
| Total                            | 1,638                                         | 1,009                                         | 49                                            | 26                                            | 21                                            | 11                                            | 172                                           | 2,927                                         |